# Eugenia chrysobalanoides
Eugenia chrysobalanoides är en myrtenväxtart som beskrevs av Dc.. Eugenia chrysobalanoides ingår i släktet Eugenia och familjen myrtenväxter. Inga underarter finns listade i Catalogue of Life.